# Abia sericea
Abia sericea is een vliesvleugelig insect uit de familie van de knotssprietbladwespen (Cimbicidae). De wetenschappelijke naam is gepubliceerd in 1767 door Linnaeus.

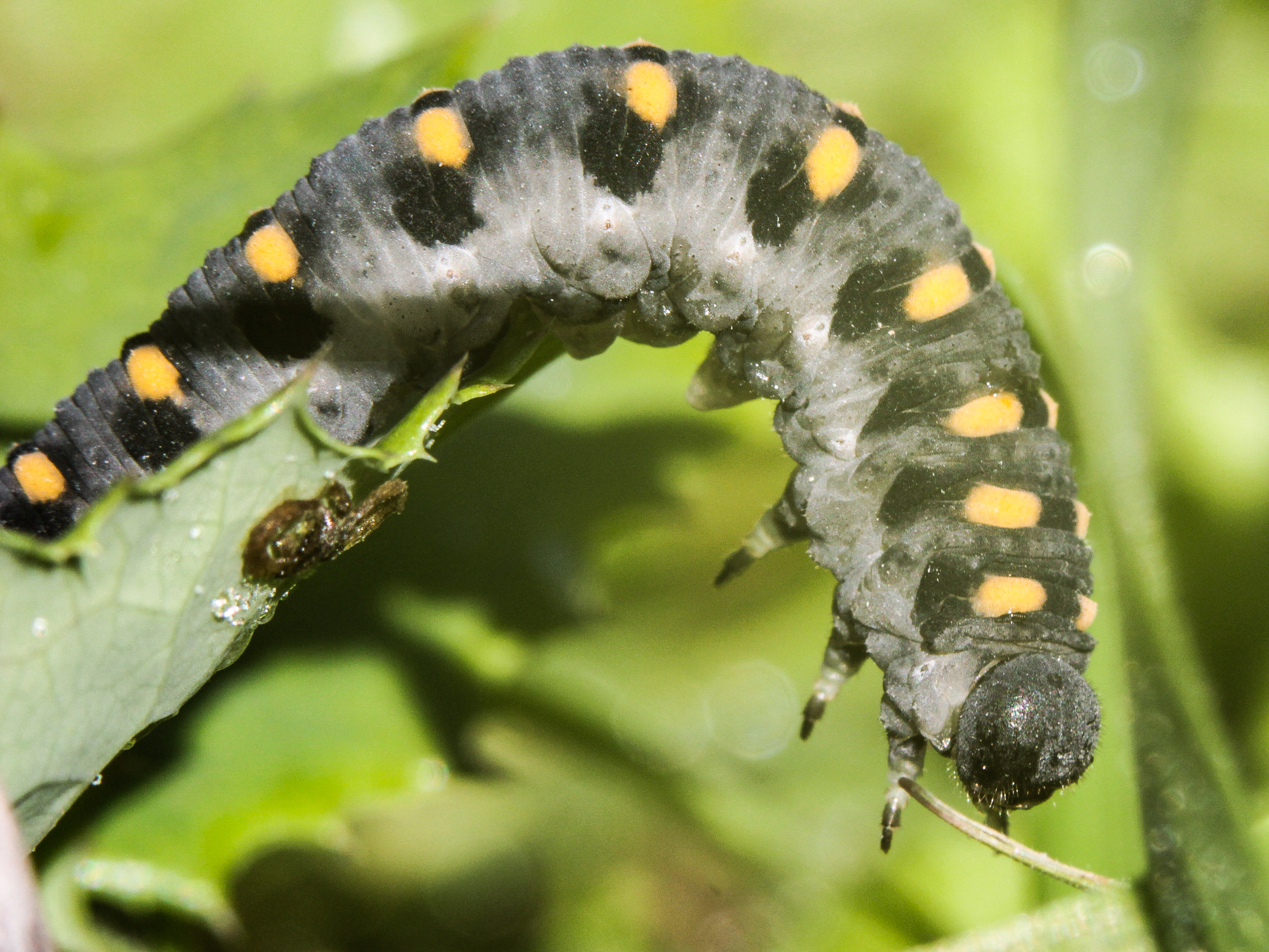
Larve